# FOD (動画配信サービス)
FOD（エフオーディー）は、フジテレビジョンが運営するビデオ・オン・デマンドおよび電子書籍・コミック配信サービスである。

## 概要
CS事業部長であった小牧次郎を中心に立ち上げられた映像配信サービスで、2005年9月に「フジテレビオンデマンド（Fuji Television OnDemand）」として本サービスを開始した（試験サービスは2005年7月～）。当初はフジテレビ721・フジテレビ739のバラエティ番組「競馬予想TV!」「温泉へ行こう!」等といったオリジナル番組をコンテンツプロバイダとして外部提携サイトへ配信していた。2008年4月には公式サイトからの直接配信を提携サイトでの配信と並行して開始した。
日曜日朝に放送されていた報道討論番組「報道2001」、バレーボールVリーグ等のスポーツ中継や、CS放送（→フジテレビワンツーネクスト）のバラエティ番組等、徐々にコンテンツを拡充し、2008年11月1日、NHKオンデマンドよりも一月先駆け、国内で初めて、連続ドラマ「セレブと貧乏太郎」やバラエティ番組「爆笑レッドカーペット」等の地上波番組の見逃し配信が開始された。
2012年4月よりスマートフォンでの視聴に対応した。また2014年3月よりフジテレビNEXT smart（フジテレビNEXTとの同時配信。場合によっては、F1等権利上差し替え等であり。）のサービス提供を開始した。
2014年度、サービス開始以来赤字だった年度収支の黒字化を達成した。
2015年には動画配信サービスから総合コンテンツ・プラットフォーム化へと戦略転換。「フジテレビのコンテンツだけにこだわらない」として、サービス全体の名称をこれまでの略称である「FOD」に変更した。1月に放送後7日間の番組無料配信（当初の名称は「プラスセブン」）、2月に電子コミック配信、7月に4K番組のネット配信（民放初）、12月に電子雑誌配信を開始した。同年10月に有料会員が80万人、無料視聴を含めた月間利用者は200万人を突破。単月収支についても黒字化を達成した。
2016年8月1日、幅広いのジャンルでの作品を固定料金で視聴できる月額見放題コース「FODプレミアム」が新設。
2017年4月3日より、NHKの大河ドラマや連続テレビ小説、土曜ドラマ、ドラマ10等の11番組588話を配信開始した。FODを含めた民放各局のオンデマンドサービスでNHKのコンテンツを扱うのは初。
2018年3月30日から「Apple TV」に対応し、テレビでも視聴可能となった。同年5月に「Android TV」でも視聴可能となり、同年7月からはAmazon「Fire TV・Fire TV Stick」、2023年にはPlayStation 5や4Kビエラでも視聴可能となった。
2019年2月からFODプレミアム会員向けにプロ野球・東京ヤクルトスワローズの主催試合生中継「SWALLOWS BASEBALL L!VE」の完全配信を開始（2020、2021、2022年シーズンは未実施）。
2021年11月からFODプレミアム会員向けにプロボクシング中継「FUJI BOXING」のライブ配信を開始。
2022年3月30日より、スマートフォン・タブレットアプリにて作品のダウンロード機能が利用可能となった。
2022年11月、有料会員数が100万人を突破した。
2023年2月からはAmazon Prime Videoの追加チャンネルとして、「FODチャンネル for Prime Video」の提供を開始した。
2024年8月には有料会員数が150万人を突破、国内有数の定額制動画配信サービスに成長している。
2025年2月からFODプレミアム会員向けにプロ野球・横浜DeNAベイスターズの主催試合生中継を「横浜DeNAベイスターズ L!VE」として開始。また、同年シーズンからのスーパーフォーミュラのライブ配信も開始.

### 受賞
2018年の1年間で人気が急上昇したアプリを表彰する「App Ape Award 2018」で、コアユーザーの数、売上ともに圧倒的なボリュームで、ユーザー投票で最も得票数が高かったアプリを表彰する「Most popular apps of the year 2018」を受賞した。

### アプリダウンロード数
▼スマートフォン向けアプリ
- 500万ダウンロード突破（2017年7月）
- 700万ダウンロード突破（2018年3月）
- 1,000万ダウンロード突破（2019年1月14日）[16]
- 1,200万ダウンロード突破（2019年10月）
- 1,600万ダウンロード突破（2020年11月）
- 1,800万ダウンロード突破（2021年5月）[17]
- 2,000万ダウンロード突破（2022年9月）[18]

▼テレビ向けアプリ
- 100万ダウンロード突破（2019年10月8日）[19]
- 300万ダウンロード突破（2020年11月22日）[20]
- 500万ダウンロード突破（2021年12月13日）[17]
- 1,000万ダウンロード突破（2024年7月）[21]

### 会員数・利用者数
- 有料会員数は約150万人[12]

## 配信作品
動画配信・ライブ配信・電子書籍（雑誌やコミック、小説など）の配信の三本柱となっている。
| 映像作品            | 電子書籍・コミック  | 雑誌   |
| ------------------- | ------------------- | ------ |
| 約1500番組/1万5千話 | 4万タイトル・15万冊 | 約80誌 |

### ライブ配信
CS放送のフジテレビONE/TWO/NEXTをインターネット経由で24時間同時ストリーミング配信するサービス「フジテレビOTNsmart（フジテレビONEsmart/TWOsmart/NEXTsmart）」で、PC・スマホ・タブレットで視聴できる。一部の番組については一定期間繰り返しの視聴が可能な「見逃し配信」にも対応している。また、放送内容は権利の関係上、CS放送とは部分的に異なる場合もある。視聴するには、月額ライブコースに登録が必要。詳しくは、FODライブ配信 を参照。

### 電子書籍
2015年2月からスタート。

#### 雑誌
以下は【雑誌読み放題サービス】で配信している雑誌で、100以上の雑誌が月額コース会員は無料で読み放題。詳しくは、読み放題対象の雑誌一覧 を参照。

| 写真週刊誌         | FRIDAY、FLASH、FLASHスペシャル グラビアBEST |
| 一般週刊誌         | 週刊アサヒ芸能、SPA!、週刊プレイボーイ、週刊現代、週刊ポスト、週刊朝日、AERA、サンデー毎日、ニューズウィーク日本版、SAPIO、クーリエ・ジャポン |
| 女性週刊誌         | 女性自身、女性セブン |
| 女性ファッション誌 | MORE、CanCam、BAILA、Ray、non-no、Oggi、Domani、Precious、Seventeen、CLASSY.、LEE、SPUR |
| 男性ファッション誌 | MEN'S NON-NO、GO OUT、UOMO、MEN'S EX、メンズクラブ、GQ JAPAN、Mr.Babe Magazine |
| 女性向け雑誌       | MAQUIA、美的、オズプラス、ELLE、ELLE DECOR、オズマガジン、フィガロジャポン、VOGUE JAPAN、Numéro TOKYO、LDK |
| 男性向け雑誌       | Tarzan、GetNavi、DIME、Begin、おとなの週末、Pen、GoodsPress、男の隠れ家、Lightning、デジモノステーション、サライ |
| 生活情報誌         | ESSE、Como、Mart、Hanako、オズプラス |
| スポーツ雑誌       | 週刊Gallop、週刊ベースボール、週刊プロレス、F1速報、GOLF TODAY、サッカーダイジェスト、ワールドサッカーダイジェスト、EVEN、スマッシュ、アルバトロス・ビュー                                                                                          |
| 経済雑誌           | 週刊ダイヤモンド、週刊エコノミスト、週刊東洋経済、ダイヤモンドZAi |
| 趣味・専門誌       | ムー、パチンコ必勝本CLIMAX、パチスロ必勝本、Mac Fan、ランドネ、住まいの設計、PEAKS、つり情報、つり人、CAPA、BICYCLE CLUB、Discover Japan、RIDERS CLUB、サーフトリップジャーナル、WIRED、COURRiER Japon、MONOQLO、家電批評、将棋世界、flick!、BE-PAL |
| グルメ雑誌         | 東京カレンダー、料理通信、エル・ア・ターブル、ビール王国、ワイン王国、食楽、buono、エル・グルメ |

#### マンガ・小説など
4万タイトル・15万冊の電子書籍・コミックを配信中で、マンガ・小説などの電子書籍は、ポイントで購入する仕組みとなっている。一部無料商品もある。

FODプレミアムコース会員に限り、電子書籍の購入に利用したポイントから一律20％分のポイントが還元される。さらに、電子書籍の購入に使用できるポイントを毎月100ポイントプレゼントされる。月額見放題コースと月額ライブコースでも、電子書籍購入に使用できる毎月100ポイントがプレゼントされる。詳しくは、マンガ・小説・雑誌 を参照。

### 動画配信
- 配信予定の作品は、配信カレンダー を参照（スケジュール変更の場合もあり）。

#### ドラマ
詳しくは、FODドラマ を参照。

現在や過去に系列局で放送されたフジテレビ、東海テレビ制作のドラマの他、NHKやテレビ朝日、WOWOWのドラマや海外ドラマ、韓流ドラマ等も配信している。

過去にVHSソフト化された物のDVD・BDソフト化されていない1950年代から2000年代までの名作ドラマ等も配信されている。また、地上波の新作ドラマ等の放送に合わせて、出演俳優の過去作品が期間限定で配信される事もある。
| 1980年代 | 北の国から、抱きしめたい!、ニューヨーク恋物語、愛しあってるかい!、同・級・生、ハートに火をつけて!など                                                                                            |
| 1990年代 | 振り返れば奴がいる、踊る大捜査線、ショムニ、東京ラブストーリー、ナースのお仕事、ビーチボーイズ、素顔のままで、GTO、バージンロード、神様、もう少しだけ、101回目のプロポーズ、29歳のクリスマスなど |
| 2000年代 | のだめカンタービレ、大奥、救命病棟24時、BOSS、HERO（期間限定）、プライド（期間限定）、結婚できない男など                                                                                         |

#### バラエティ
詳しくは、FODバラエティ を参照。

現在放送中や過去のフジテレビやBSフジ制作のバラエティ番組、やFODオリジナル番組等を配信している。
- グータンヌーボ2（関西テレビ制作）
- セブンルール（関西テレビ制作）
- 人志松本のすべらない話
- IPPONグランプリ
- ENGEIグランドスラム
- ゲームセンターCX DVD EDITION
- 金バク!（岡山放送制作）
- 発見!タカトシランド（北海道文化放送制作）
- run for money 逃走中
- battle for money 戦闘中
- クロノス
- 日本全国福むすび（福井テレビ制作）
- かまいたちの掟（さんいん中央テレビ制作）

　等

#### スポーツ・エンタメ
詳しくは、FODスポーツ・エンタメ を参照。
- 全日本フィギュアスケート選手権
- 東京マラソン
- JリーグYBCルヴァンカップ
- ザ・ノンフィクション
- 武豊TV!II
- 競馬予想TV!
- きょうのわんこ
- もっと温泉に行こう!
- パチスロ必勝ガイドTV
- SWALLOWS BASEBALL L!VE
- FUJI BOXING
- 横浜DeNAベイスターズ L!VE
- スーパーフォーミュラ

　等

#### アニメ
詳しくは、FODアニメ を参照。

ノイタミナ枠等で放送されたアニメを概ね全作品配信中。2015年8月よりフジテレビオンデマンドがリニューアルし略称である「FOD」を全面に推し出す形になったのを機に、UHFアニメ等を中心に他局で放送したアニメ作品も多数追加された。ほか、FOD初のオリジナルアニメ『オシリスの天秤』等も製作・配信中。作品によっては、バンダイチャンネル等でも配信されている事もある。
- ドラゴンボール
- ワンピース
- サザエさん
- 進撃の巨人
- 弱虫ペダル
- のだめカンタービレ
- 約束のネバーランド
- 映像研には手を出すな!（NHK総合の深夜アニメ枠で放送された1時間15分後に独占配信）
- ゴールデンカムイ（独占配信）

　等

#### 映画
詳しくは、FOD映画 を参照。

#### アナウンサー
詳しくは、FODアナウンサー を参照。
フジテレビアナウンサーのオリジナルコンテンツ動画を配信している。地上波で放送の『夜のアナウンサー研修』等もオンエア後に配信スタート。
2021年6月11日正午より、配信中の「FODアナマガ」全25番組約950本と新作動画が、無料で視聴可能になった。

#### FODオリジナル
詳しくは、FODオリジナル、Category:FODのオリジナル番組を参照。

### FOD見逃し無料
2015年1月から試験提供を開始したインターネットでの見逃し配信サービスで、フジテレビ系列の最新のドラマ・バラエティが地上波で放送後に最大で7日間無料で視聴できる。ただし、地上波の全番組が視聴できるわけではない。2017年に「+7」から現行のサービス名に変更された。
ちなみに、視聴は日本国内に限定している。原則として放送終了直後から翌週の放送1時間前を概ねの無料配信時間としているが、番組によっては放送翌日の午後から配信されるものもある。翌週の放送がない場合でも基本的に放送後1週間経過すると無料視聴終了となる。
また、関西テレビ制作分等を除くフジテレビ系列等の番組のモバイルやTVでの見逃し視聴の場合、TVerアプリ単独では視聴できず、FODのアプリのインストールが必要であったが、2021年4月14日、フジテレビ番組の再生方式が変更され、すべての番組がTVerアプリ単独で視聴可能になった。
なお、東海テレビ放送製作の昼の帯ドラマ、ジャニーズ事務所の所属タレント・アーティスト等の出演番組の等は見逃し配信の対象外となっていたが、2017年6月放送スタートの東海テレビ制作のドラマ『屋根裏の恋人』等は配信された。
フジテレビ社長の亀山千広は、無料配信サービスの試行について、テレビのリアルタイム視聴離れが進んでいることから、リアルタイム視聴を促し、テレビでの番組視聴機会を拡大することや、国内外の海賊版による不正コピーの抑制を目指すとしている。